# Pietro Yon
Pietro Yon   (Settimo Vittone, 8 d'agost de 1886 - Huntington, 22 de novembre de 1943) fou un organista i compositor italià, que va fer la seva carrera als Estats Units.
Va estudiar als conservatoris de Milà i Torí, també assistint a l'"Accademia di Santa Cecilia" a Roma; entre els seus professors a Milà hi havia Polibio Fumagalli (1830-1900). Va servir durant un temps com a organista al Vaticà i a la "Royal Church" de Roma.

## Trasllat a Amèrica

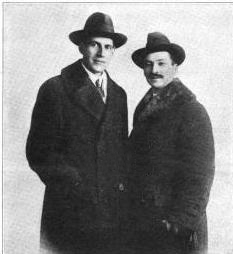
Yon i Courboin

A la primavera de 1907, el pare John B. Young, pastor de l'església de "St. Francis Xavier" a Manhattan, es trobava a Roma al voltant del Vaticà i, a més, cercava el reemplaçament del seu organista Gaston Dethier, que se'n havia anat a seguir una carrera de concertista. En sentir tocar Yon, el pare Young restà prou impressionat per oferir-li un contracte de tres anys. Així, Yon, als 21 anys, va arribar als Estats Units, acompanyat del seu amic també músic Carlo Giorgio Garofalo (1886-1962) i, on des del 1907 fins al 1926 va ser organista de l'església de Sant Francesc Xavier. Es va unir al seu germà S. Constantino Yon, que l'ha precedit i va ocupar una posició similar a l'església de Sant Vicent Ferrer.
En 1914, Pietro i Constantino Yon van obrir els "Yon Music Studios" al Carnegie Hall, un conservatori per a músics litúrgics aspirants que utilitzaven un petit nombre de monitors que respectaven el treball. Pietro encapçalaria el departament d'orgue mentre Constantino era el responsable dels vocalistes.
L'any 1919, quan Yon es va casar amb Francesca Pesagno, l'organista per a l'ocasió va ser un dels més nous amics de Yon, el virtuós belga-americà Charles M. Courboin, que havia estat escollit per rededicar a l'"Organe de Wanamaker" a Filadèlfia, ampliat a 17.000 tubs i que segueix sent l'òrgue operatiu més gran del món. En 1920, Yon compartiria l'escenari a "Wanamaker" amb Courboin, Leopold Stokowski i l' Orquestra de Filadèlfia en un dels recitals d'òrgue de gala que es van presentar a la botiga a través dels anys vint.
Yon es va convertir en ciutadà nord-americà el 1921. L'1 de gener de 1922 Yon va ser nomenat "organitzador titular del Vaticà", un honor singular i sense precedents. El nomenament pressiona les autoritats de les esglésies de Nova York per promocionar Yon a una posició més prestigiosa.

## Catedral de Sant Patrici
El 1926, es va convertir en l'ajudant organista de la Catedral de Sant Patrici de Nova York. Poc després de la seva arribada, les autoritats de l'església van començar a discutir la possibilitat de substituir els seus òrgues existents de Jardine i Odell, que s'havien instal·lat quan es va construir la catedral. L'any jubilar de 1929 de la Catedral estava a punt i es van disposar de fons per millorar-los.
En 1927, es va anunciar que la signatura "Kilgen" de St. Louis, Missouri, havia estat seleccionada per construir els orgues del cor, la galeria i l'eco (triforium), amb Courboin com a dissenyador tonal. L'instrument resultant va ser llavors i continua sent l'opus de magnitud de la firma de Kilgen i un dels millors orgues del món.
Carnegie Hall també va acudir al 1927 a Yon per ajudar a reemplaçar el seu antic orgue "Hillgreen, Lane", amb un instrument de 4 manuals de 59 rang, també per Kilgen i amb Courboin com a director de tonalitat. I es va construir un instrument de 3 manuals de Kilgen per als "Yon Music Studios".
El treball es va desenvolupar ràpidament a l'orgue de la capella de la catedral i, el gener de 1928, l'instrument havia estat instal·lat (encara sense l'elaborat cas d'orgue). L'organista associat Yon va presidir el recital de dedicació el 30 de gener de 1928. La consola d'orgues va ser traslladada al santuari per a la representació, que va ser un important esdeveniment social i musical amb 5.000 inscrits.
L'1 de maig de 1928, Yon va ser promogut a director musical en substitució de James C. Ungerer, que havia estat a la catedral durant 36 anys. El 1933, quan la posició d'Organista Associat a la Catedral va quedar vacant, Yon va triar com a reemplaçant a Edward J. Rivetti, un dels seus propis estudiants. Tot i que Rivetti mai no es va convertir en organista principal, va servir com a ajudant de Yon i successor de Courboin fins a 1970. A la primavera de 1938, Pietro i Constantino Yon van ser nomenats Cavallers de Sant Silvestre pel cardenal Patrick Hayes, que moriria en el termini d'un mes després del nomenament. Pietro també va recórrer el país donant recitals.

## Yon compositor
Yon també va ser un compositor, el més famós pel seu Humoresque "L'organo primitivo" - Toccatina per a flauta, per a orgue, i la seva peça de Nadal Gesù bambino. També va escriure moltes obres per a orgue, piano i orquestra, incloent un "Concerto Gregoriano" per a orgue i orquestra (inspirat en les seves experiències amb l'Organe Wanamaker) (amb una versió complementària per a orgue i piano), Speranza (Hope) - Solo per Diapason, Concert Study # 1, i # 2, "American Rhapsody" i un concert per a oboè .
Com a professor els alumnes de Yon van incloure:
| - Cole Porter, - Georges-Émile Tanguay, - Powell Weaver (Kansas City), - Edgar Bowman (Pittsburgh), - Robert Elmore (Filadèlfia), - Mary Downey (Nova York), - Henry Seibert (Nova York), - Eugene Phillips (Grand Rapids), - Tracy Y. Cannon (Salt Lake City, organista al Tabernacle Mormon), | - Helen Knox Ferguson (Dallas), - Helen Townsend (Buffalo), - Franklin Coates (NY City), - Dorothy Mulroney (organista a l'Auditori Municipal de Springfield, Massachusetts), - Wilbur Chenowetch (professor de orgue i organista de l'església de Plymouth, Lincoln, Neb.), - Alan Bucher (Peekskill NY), - Edward Rivetti, organista assistent a la catedral de St. Patrick, NY, - Radie Britain (Dallas), - Norman Dello Joio, fill petit de Pietro. |

## Malaltia i mort
El 9 d'abril de 1943, Yon va patir un cop massiu que paralitzava tot el costat dret. Com a resultat, no va poder complir les seves obligacions a la catedral de Sant Patrici i va ser substituït temporalment per l'assistent de llarga data Edward Rivetti.
Al principi, Yon va ser enviat a l'Hospital de Columbia. Finalment, es va decidir traslladar-lo a la casa d'un amic a Long Island, on es pensava que es recuperaria millor. Mentrestant, la Catedral va mantenir la seva plaça coberta i va rebutjar la sol·licitud dels organistes que volien substituir-lo.
Amb el temps, es va fer evident que Yon trigaria molt de temps a recuperar-se si fos així. Courboin estava disponible com a substitut "per la durada de la malaltia de Pietro Yon". Va estar molt compromès amb una carrera docent i de recital, a més de consultar en molts organistes nous i realitzar emissions de ràdio a WOR. El 2 d'octubre de 1943, Courboin va ser nomenat organista provisional mentre Yon estava malalt.
Yon va morir a Huntington, Nova York el 22 de novembre de 1943, precisament festivitat de Santa Cecília. El seu funeral, que va tenir lloc el dia 25, va comptar amb la participació de 1.300 assistents, inclosos Toscanini. Courboin va dirigir el cor a la missa de Requiem de Yon.